# Сан-Жозе-дус-Кампус
Сан-Жозе-дус-Кампус (порт. São José dos Campos) — муниципалитет в Бразилии, входит в штат Сан-Паулу. Составная часть мезорегиона Вали-ду-Параиба-Паулиста. Входит в экономико-статистический микрорегион Сан-Жозе-дус-Кампус и городскую агломерацию. Население составляет 594 948 человек на 2007 год и 681 036 человек на 2014 год. Занимает площадь 1100 км². Плотность населения — 555,6 чел./км² в 2007 году и 619,1 чел./км² в 2014 году.
Праздник города — 27 июля.

## История
Город основан в 1767 году.

## Экономика
В городе расположена штаб-квартира авиастроительной компании Embraer, одного из лидеров мирового рынка пассажирских региональных самолётов.

## Образование и наука
В городе расположен Технологический институт аэронавтики (англ. Instituto Tecnológico de Aeronáutica) (ITA).

## Статистика
- Валовой внутренний продукт на 2005 составляет 17.090.191 mil реалов (данные: Бразильский институт географии и статистики).
- Валовой внутренний продукт на душу населения на 2005 составляет 28.481,00 реалов (данные: Бразильский институт географии и статистики).
- Индекс развития человеческого потенциала на 2000 составляет 0,849 (данные: Программа развития ООН).

## География
Климат местности: горный тропический. В соответствии с классификацией Кёппена, климат относится к категории Cwa.

## Галерея

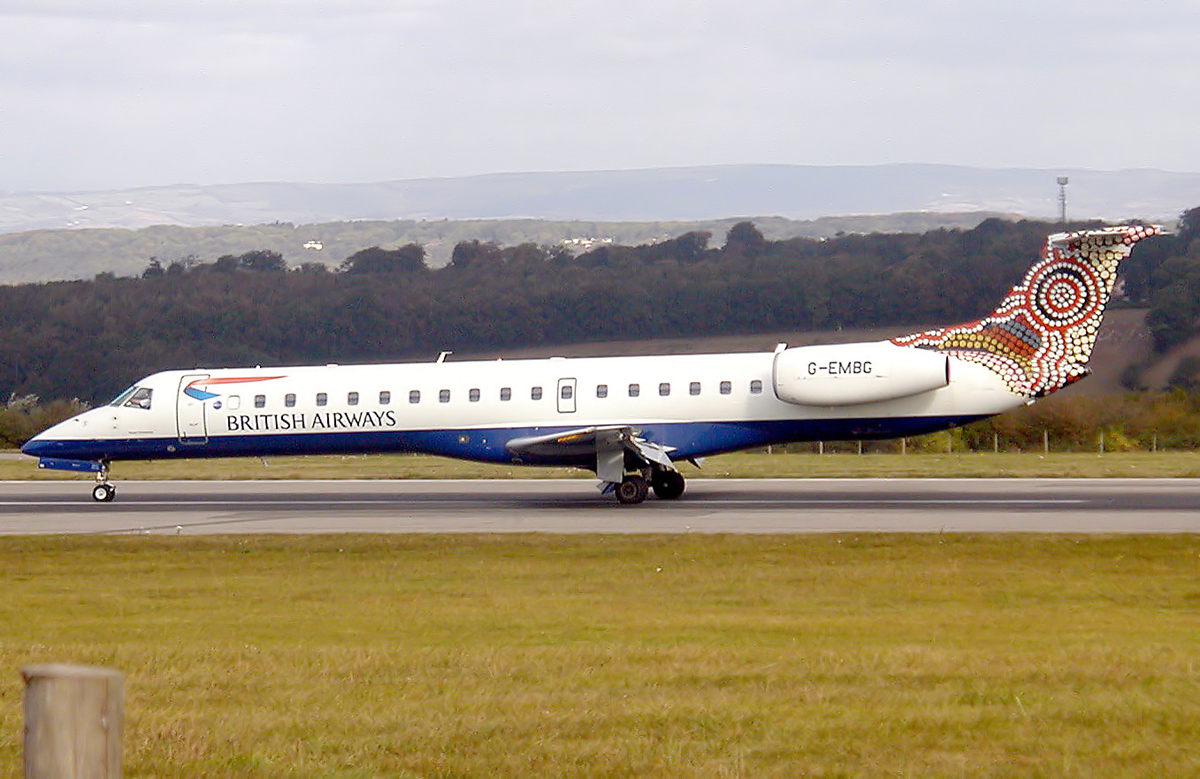
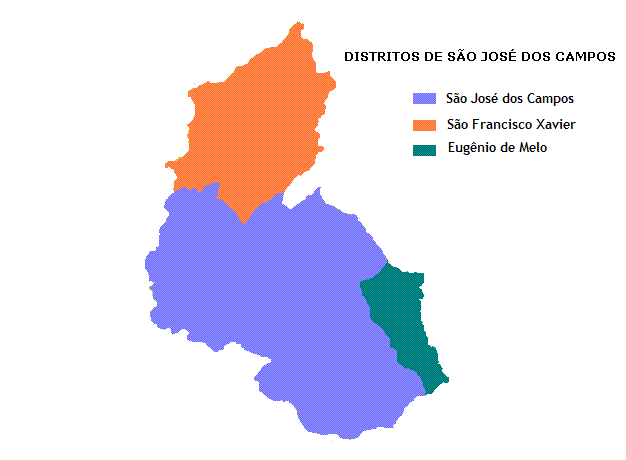
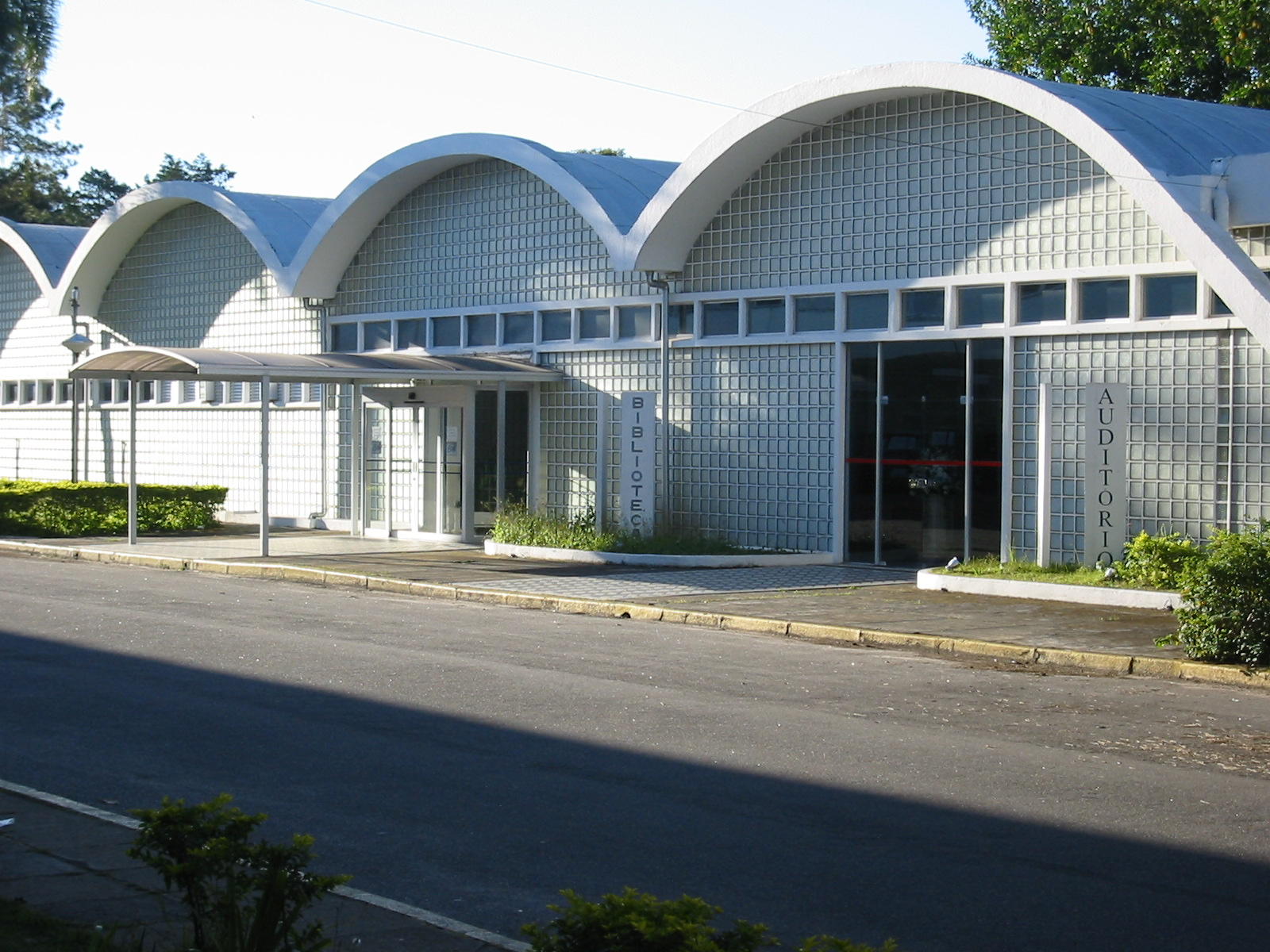
Библиотека ITA[англ.]